# La Paila, Singuilucan
La Paila är en ort i Mexiko.   Den ligger i kommunen Singuilucan och delstaten Hidalgo, i den sydöstra delen av landet, 90 km nordost om huvudstaden Mexico City. La Paila ligger 2 577 meter över havet och antalet invånare är 102.
Terrängen runt La Paila är kuperad åt nordost, men åt sydväst är den platt. Runt La Paila är det ganska glesbefolkat, med 39 invånare per kvadratkilometer. Närmaste större samhälle är Tulancingo, 15,9 km öster om La Paila. Trakten runt La Paila består till största delen av jordbruksmark.